# Верхньоуслонський район
Верхньоуслонський район (рос. Верхнеуслонский район, тат. Yuğarı Oslan rayonı, Югары́ Осла́н районы́) — муніципальний район у складі Республіки Татарстан Російської Федерації.
Адміністративний центр — село Верхній Услон.

## Адміністративний устрій
До складу району входять 19 сільських поселень:
1. Бурнашевське сільське поселення
2. Великомеминське сільське поселення
3. Вахітовське сільське поселення
4. Введенсько-Слободське сільське поселення
5. Верхньоуслонське сільське поселення
6. Канаське сільське поселення
7. Кільдеєвське сільське поселення
8. Коргузинське сільське поселення
9. Кураловське сільське поселення
10. Майданське сільське поселення
11. Макуловське сільське поселення
12. Набережно-Моркваське сільське поселення
13. Нижньоуслонське сільське поселення
14. Новорусько-Маматкозинське сільське поселення
15. Октябрське сільське поселення
16. Печищинське сільське поселення
17. Соболєвське сільське поселення
18. Шеланговське сільське поселення
19. Ямбулатовське сільське поселення